# عرعر (مدينة)
عرعر مدينة حدودية سعودية، تقع في منطقة الحدود الشمالية للمملكة، محاذية لمدينة النخيب الحدودية العراقية، وتبعد عن الحدود الأردنية 390 كم. تعتبر مدينة عرعر المركز الإداري والتجاري لمنطقة الحدود الشمالية، كما تعتبر المركز الحضاري في المنطقة الشمالية للمملكة العربية السعودية، وتبعد عن العاصمة الرياض 1100 كيلو متر تقريبًا.

## التسمية
وادي عرعر: يعد وادي عرعر من أعظم أودية شمال جزيرة العرب وأشهرها، وتمتد فروعه من قرب جبال الجوف الشمالية «جيلان الشُّوَيْحِطِيَّة» و«جَال الأَمغر»، حيث يمتد منها وادي «المعتدل» من أعلى روافد عرعر، ثم يأتيه من الغرب وادي «الأقرع» من شرق هضبة الحَماد، وتأتيه من الجنوب روافد أخرى، ثم يمر بين بلدتي عرعر وبدنة، حيث يلتقي به وادي «بَدَنَة» ويتجه صوب الشمال الشرقي، ثم يلتقي به وادي «الرَّوِثِيَّة» من الجنوب، ووادي «العُوَيْصِي» من الغرب، ثم يمر بجديدة عرعر على مقربة من الحدود العراقية، ثم ينعطف متجهًا صوب الشرق داخل تلك الحدود، فيلتقي به من الجنوب وادي «أبا القور»، ويتجه الوادي شرقًا حتى ينتهي قرب منهل «البِرِّيْت» حيث تبتلعه المنخفضات الرملية هناك. وفي هذا الوادي تقع مدينة عرعر التي أنشئت إثر مد خط أنابيب النفط، في أول النصف الثاني من القرن الرابع عشر، وهي قاعدة إمارة الحدود الشمالية.
قال المسيب بن علس في يوم عرعر:
وقال امرؤ القيس:

## الأنشطة الاقتصادية

### الرعي
يتصدر الرعي جميع الأنشطة الاقتصادية في المنطقة، وقد ساعد على ذلك توافر المراعي الطبيعية من النباتات التي تزدهر في فترة الربيع والأخرى التي تتوافر في زمن الصيف. ويرعى السكان الإبل والأغنام. وقد أُنشئ في عرعر مكتب لتحسين المراعي وإرشاد الرعاة، إضافة إلى القسم البيطري الذي يسهم في رعاية الحيوانات وحمايتها من الأمراض.

### التجارة
تُعد التجارة من المجالات النشطة ـ وإن كانت تقليدية ـ حيث يعمل التجار في بيع المواد التموينية ومواد البناء، والسيارات وتقديم الخدمات للحجاج القادمين عن طريق البر من الدول المجاورة. تأسس في المدينة عدد من الأسواق والمراكز التجارية. وفي المدينة فرع للغرفة التجارية الصناعية، وفرع لصندوق التنمية العقارية.

## التعدين
مشروع مشترك بين شركة معادن والشركة السعودية للصناعات الأساسية (سابك) بنسبة 70% لمعادن و 30% لسابك إلى استغلال احتياطيات الفوسفات الموجودة في موقع الجلاميد (115 كم غرب عرعر) لإنتاج سماد الفوسفات أحادي الأمونيوم (MAP) وسماد الفوسفات ثنائي الأمونيوم (DAP) في موقع رأس الخير. يشمل موقع الجلاميد على منجم للفوسفات ومصنع معالجة الخام ورفع نسبة تركيز الخام وبنية تحتية ومرافق مساعدة. ويهدف المنجم لإنتاج نحو 11.6 مليون طن في السنة من الخام، لإنتاج ما يقدر بـ 5 ملايين طن في السنة من مركزات الفوسفات الجافة. وتشير التقديرات إلى أن الاحتياطيات المتوفرة في منطقة رخصة التعدين في الجلاميد تصل إلى نحو 534 مليون طن. وسيتم استخراج 223 مليون طن لمشروع الفوسفات تكفي لمدة عشرين عاما من الإنتاج، يرافقه بنية تحتية صناعية ضخمة في الموقع لدعم عمليات التعدين وتركيز الخام. ويشمل ذلك محطة الطاقة الكهربائية، وإنتاج ومعالجة وتوزيع المياه الصالحة للشرب، والطرق والاتصالات.
- شركة إسمنت الشمالية

تأسست شركة أسمنت المنطقة الشمالية عام 2006 م، برأسمال 1,200,000,000,00وتم البدء في الإنتاج في النصف الأول من عام 2008 م، وتعد شركة أسمنت المنطقة الشمالية باكورة الـمشاريع الصناعية في منطقة الحدود الشمالية، الجدير بالذكر أن خادم الحرمين الشريفين الملك عبد الله بن عبد العزيز آل سعود دشن مشروع إنشاء مصنع الشركة أثناء زيارته لمنطقة الحدود الشمالية وتشرف صاحب السمو أمير منطقة الحدود الشمالية بوضع حجر الأساس.
يقع مصنع الشركة في منطقة الحدود الشمالية حيث يبعد 190 كم غربي مدينة عرعر و 50 كم شرقي محافظة طريف، حيث تتوفر المواد الخام الأساسية والمتعلقة بصناعة الأسمنت بمخزون إستراتيجي وذو جودة عالية وبُنِي المصنع بمواصفات أوروبية ويتم تشغيله بعمالة مدربة إضافة إلى أيدي سعودية، كذلك حيث يتجاوز عدد موظفي المصنع (400)موظف، وتبلغ مساحة مصنع الشركة 980 ألف متر مربع.

## الخدمات

### النقل والمواصلات
في المنطقة شبكة مهمة من الطرق تربط عرعر بما جاورها من المدن، فضلًا عن الطرق السريعة التي تربطها بالمدن الكبرى. ومن أهم هذه الطرق:
1. طريق عرعر ـ الرياض، (1150 كم).
2. طريق عرعر ـ مكة، الذي يمر بالجوف قاره حائل والمدينة (1400 كم).
3. طريق عرعر - القصيم الذي يمر بالجوف وحائل (777 كم)
4. طريق عرعر ـ جديدة عرعر، (60 كم).
5. طريق عرعر - الحدود الأردنية، الذي يمر بطريف والقريات (390 كم)
6. طريق عرعر - حفر الباطن 570 كيلو

### النهضة التعليمية
أُنشئت أول ثلاث مدارس في المنطقة في عام 1372هـ ـ 1953م، تم توالى إنشاء المدارس والآن يبلغ عدد المدارس الابتدائية 60 مدرسة والمدارس المتوسطة 30 مدرسة والثانوية 15 مدرسة على مستوى منطقة الحدود الشمالية حيث تحظى عرعر وفق آخر إحصائية بمدارس ابتدائية عددها 24 ونصف ذلك العدد للمرحلة المتوسطة والمرحلة الثانوية، إضافة للمعاهد والكليات الصحية والكليات التقنية للبنين والبنات.
*جامعة الحدود الشمالية:
وفي العام 2008م، تم تأسيس جامعة في المنطقة سميت: جامعة الحدود الشمالية هي جامعة سعودية أسسها خادم الحرمين الشريفين الملك عبد الله بن عبد العزيز في زيارته للحدود الشمالية عام 1428هـ، حيث تم البدء بإنشاء كلية العلوم بحي الصالحية، ومن ثم تم ضم كلية المعلمين (التربية والاداب حاليا) وعدة كليات في محافظات رفحاء وطريف لتشكل معا جامعة الحدود الشمالية. وقد تم استحداث كثير من التخصصات الاكاديمية في الجامعة العلمية منها والتربوية مرورا بالعلوم الإدارية والطب والعلوم الطبية والصيدلة وصولا إلى علوم الهندسة والحاسب وعلوم المجتمع. يقع مقر الإدارة العليا في مدينة عرعر. وقد تم الاتفاق على جعل المدينة القلب النابض لفروع الكليات بالجامعة في المناطق المجاورة.ويجري العمل على تنفيذ مباني مشروع جامعة الحدود الشمالية في مدينة عرعر ومحافظة رفحاء بتكلفة إجمالية للمرحلة الأولى (500) مليون ريال، ويقع المشروع على مساحة اثنا عشر مليون متر مربع (12,000,000) م 2 تقريبا ويحد المشروع من الناحية الشمالية الطريق الدولي وطرق فسيحة مقترحة من الثلاثة جهات الأخرى تحتوى الجامعة على مجمع كليات للطلاب ومجمع كليات للطالبات وسكن لأعضاء هيئة التدريس وسكن للطلاب والطالبات.

### الرعاية الصحية مستشفى أو مركز
يتلقى سكان المنطقة الرعاية الصحية العلاجية والوقائية، من خلال عدد من المؤسسات الصحية المجهزة بالآلات الحديثة والكوادر المؤهلة، منها: 
- مستشفى عرعر المركزي (300 سرير)، حيث يضم مركز السكر واسكان للممرضين والأطباء.
- مستشفى الأمير عبد العزيز بن مساعد (200 سرير)، حيث يضم مركز السكر والمختبر الإقليمي واسكان للممرضين والأطباء ومركز ترفيهي وجامع.
- مستشفى النساء و الولادة و الأطفال
- مركز الأمير عبد الله بن عبد العزيز بن مساعد لمعالجة أمراض القلب.
- مركز الأمير عبد الله بن عبد العزيز بن مساعد التخصصي لطب لأسنان.
- مستشفى الصحة النفسية ومعالجة الإدمان (100 سريرًا).
- مستشفى النقاهة والتاهيل الطبي.

إضافة إلى عدد من مراكز الرعاية الصحية الأولية.
(بالإضافة إلى عدد قليل من المستوصفات الأهلية)

### مدينة الأمير عبد الله بن عبد العزيز بن مساعد الرياضية
تقع مدينة الأمير عبد الله بن عبد العزيز بن مساعد الرياضية على مساحة (332.290) متر مربع والمساحة المبنية (141.515) مترًا مربعًا ويتكون المبنى الرئيس من صالة ألعاب رياضية بمساحة تبلغ (2110) مترًا مربعًا مخصصة لألعاب كرة اليد والطائرة والسلة وبها كراسي مدرجات تتسع لعدد (723) متفرجًا وصالة للسباحة بمساحة تبلغ (980) مترًا مربعًا وتحتوي على حوض سباحة بأبعاد 25×13 مترا وبعمق متدرج من 1-3 أمتار وبها كراسي مدرجات تتسع لعدد (471) متفرجًا ومبنى للخدمات الإدارية والفنية ويحتوي على مقر مكتب الهيئة العامة للرياضة بمنطقة الحدود الشمالية بالإضافة إلى صوالين للاستقبال. وتشتمل المدينة الرياضية على استاد رياضي تبلغ مساحته (42.140) مترًا مربعًا ويحتوي على كراسي مدرجات تتسع لعدد (5.650) متفرجًا وملعبًا لكرة القدم مزروعًا بالعشب الطبيعي ومضمارًا للجري وألعاب القوى مكون من (8) حارات بالإضافة إلى لوحة نتائج إلكترونية تناسب جميع المسابقات الرياضية ومبنى بيت للشباب بمساحة تبلغ (420) مترًا مربعًا ويحتوي على (24) سريرًا مجهزًا ومطبخًا رئيسًا وقاعة للطعام بالإضافة إلى (52) سريرًا مجهزًا تحت مدرجات الاستاد ومسجدًا بمساحة (160) مترًا ويتسع لعدد (100) مصل.
كما توجد ملاعب خارجية وهي مخصصة لألعاب السلة والطائرة وكرة اليد والتنس وملعب كرة قدم رديف بأبعاد 105×86 وهو مزود بالإضاءة وبأرضية من العشب الصناعي المعتمد عالميًا ومباني للخدمات والمرافق وتشمل المداخل الرئيسة وغرف الحراسة ومواقف السيارات الداخلية وخزانات المياه الأرضية وبئر ومحطة تحلية المياه.
وتم موخرا الموافقة على إنشاء استاد رياضي عالمي على غرار استاد الملك عبد الله في محافظة جده.

## أحداث مهمة في تاريخ عرعر
- زيارة الملك سعود الأولى عام 1378هـ.
- سقوط طائرة الخطوط الجوية العراقية رحلة رقم 163 بالقرب من مطار عرعر
- عقد قمة بين الملك سعود وملك الأردن في ذلك الوقت الملك حسين في مدينة عرعر
- زيارة الرئيس العراقي السابق صدام حسين لمدينة عرعر والتقائه بصاحب السمو الأمير عبد الله بن عبد العزيز آل سعود عام 1401 يناير 1981
- زيارة خادم الحرمين الشريفين الملك عبد الله عام 1428هـ.
- في عام 1408 هـ ربعت عرعر ربيع لا مثيل له جاء الناس لها من كل مكان
- في عام 1418 هـ أكتست عرعر بألوان الربيع الخلابة وكان أفضل فصل ربيعي مر على المنطقة وتوفر الكمأ كثيرًا جدا.
- في عام 1428 هـ أعلنت ولأول مرة إنشاء جامعة الحدود الشمالية
- في يوم 1/1/1429 هـ اكتست عرعر ولأول مرة باللون الأبيض بحيث غطى الثلج جميع أجزاء عرعر.
- زيارة السفير العراقي لعرعر.
- زيارة السفير الأمريكي لعرعر.
- زيارة السفير الياباني لعرعر.
- إنشاء معرض كن داعيا بحضور وزير الأوقاف وعدد كبير من علماء المملكة والمشايخ بمشاركة 168 جهة حكومية.
- في عام 1968 م عثر على معالم مدينة على بعد 30 كم عن مدينة عرعر، وعثر على منحوتات قديمة دقيقة الصنع وعلى تماثيل لكائنات مائية كالسلحفاة والأسماك وغيرها. كما عثر على ما يقارب 200 نقش بالكتابتين الصفوية والثمودية.
- زيارة خادم الحرمين الشريفين الملك سلمان وولي عهده الأمير محمد بن سلمان عام 1440

## أحياء وضواحي عرعر
- الخالدية
- المحمدية
- المساعدية الشرقية
- الصالحية
- الناصرية
- مشرف
- الجوهرة
- المباركية
- المنصورية
- العزيزية
- الفيصلية
- ضاحية الملك فهد
- بدنة
- النسيم
- المروج
- الربوة
- الروابي
- القدس
- قرطبة
- غرناطة
- النخيل
- اسكان قوى الأمن الداخلي
- إشبيلية
- الرفاع
- شمال المنصورية
- المطار القديم

## صفحات ذات صلة
- منطقة الحدود الشمالية
- مدينة طريف
- النخيب، العراق
- الهبارية